# アブデ・ライアニ
アブデラ・ライアニ・エナウ（Abdellah Raihani Ennaou、2004年2月3日 - ）は、スペイン・カタルーニャ州バルセロナ出身のサッカー選手。アトレティコ・マドリードB所属。ポジションはFW。

## クラブ経歴
バルセロナに生まれ、2019年にアトレティコ・マドリードのカンテラへ入団するまでUEサン・アンドレウやCFダムといったクラブでプレーした。
2024年4月21日、ラ・リーガのデポルティーボ・アラベス戦にて、81分に途中交代で出場し、アトレティコ・マドリードでのトップチームデビューを果たしたが、試合には0-2で敗れた。

## 代表経歴
世代別代表では両親の母国であるモロッコを選択しており、2022年から代表へ招集され始めた。2023年3月、プロデビューを果たしないにもかかわらず、2022 FIFAワールドカップを戦うモロッコ代表の予備招集メンバーに選出された。しかし、3月14日に発表された最終登録メンバーからは落選した。